# Phaiomys leucurus
Phaiomys leucurus este o specie de rozătoare din familia Cricetidae, singura specie din genul Phaiomys. Este găsită în India, Nepal și China. Viețuiește în vizuini și formează colonii. Specia are un areal larg și în mare parte nu se confruntă amenințări deosebite, așa că Uniunea Internațională pentru Conservarea Naturii a clasificat-o ca fiind o specie neamenințată cu dispariția.

## Descriere
Phaiomys leucurus are o lungime a corpului (inclusiv capul) de 98–128 mm și o lungime a cozii de 26–35 mm. Blana de pe partea dorsală are culoarea maro-gălbeniu pal, cea de pe partea ventrală este cenușie-gălbenie și există o tranziție gradulă între cele două culori. Părțile superioare ale labelor din față și din spate sunt albe-gălbenii, iar coada este maro-gălbenie. Urechile sunt scurte iar ghearele alungite, ambele fiind adaptări pentru traiul parțial subteran.

## Răspândire și habitat
Phaiomys leucurus este nativă în India, Nepal și Platoul Tibet, în provinciile Xinjiang, Regiunea Autonomă Tibet și Qinghai din China. Se poate găsi la altitudini de peste 4.500 m. Locuiește pe pajiști și în păduri alpine de pe munți stâncoși, săpându-și vizuina mai ales pe malurile râurilor și lacurilor iar uneori trăind printre crevase stâncoase.

## Biologie
Phaiomys leucurus este o specie diurnă care trăiește parțial sub pământ, în colonii și în vizuini adânci. Se hrănește cu materie vegetală. Despre reproducere, se cunoaște doar că a fost înregistrată o femelă care avea șapte embrioni.

## Stare de conservare
Phaiomys leucurus are un areal larg și se presupune că are o populație mare dar nu a fost înregistrată în nicio arie protejată. Nu se știe dacă populația este în creștere sau în scădere. În Asia de Sud pierderea habitatului reprezintă o amenințare locală, dar per total nu au fost identificate amenințări deosebite, așa că Uniunea Internațională pentru Conservarea Naturii a clasificat Phaiomys leucurus ca fiind o specie neamenințată cu dispariția.